# Onda de sotavento

El viento sopla hacia una montaña y produce una primera oscilación (A) seguida de más olas. Las siguientes ondas tendrán menor amplitud debido a la amortiguación natural. Las nubes lenticulares atrapadas en la parte superior del flujo (A) y (B) aparecerán inmóviles a pesar del fuerte viento.

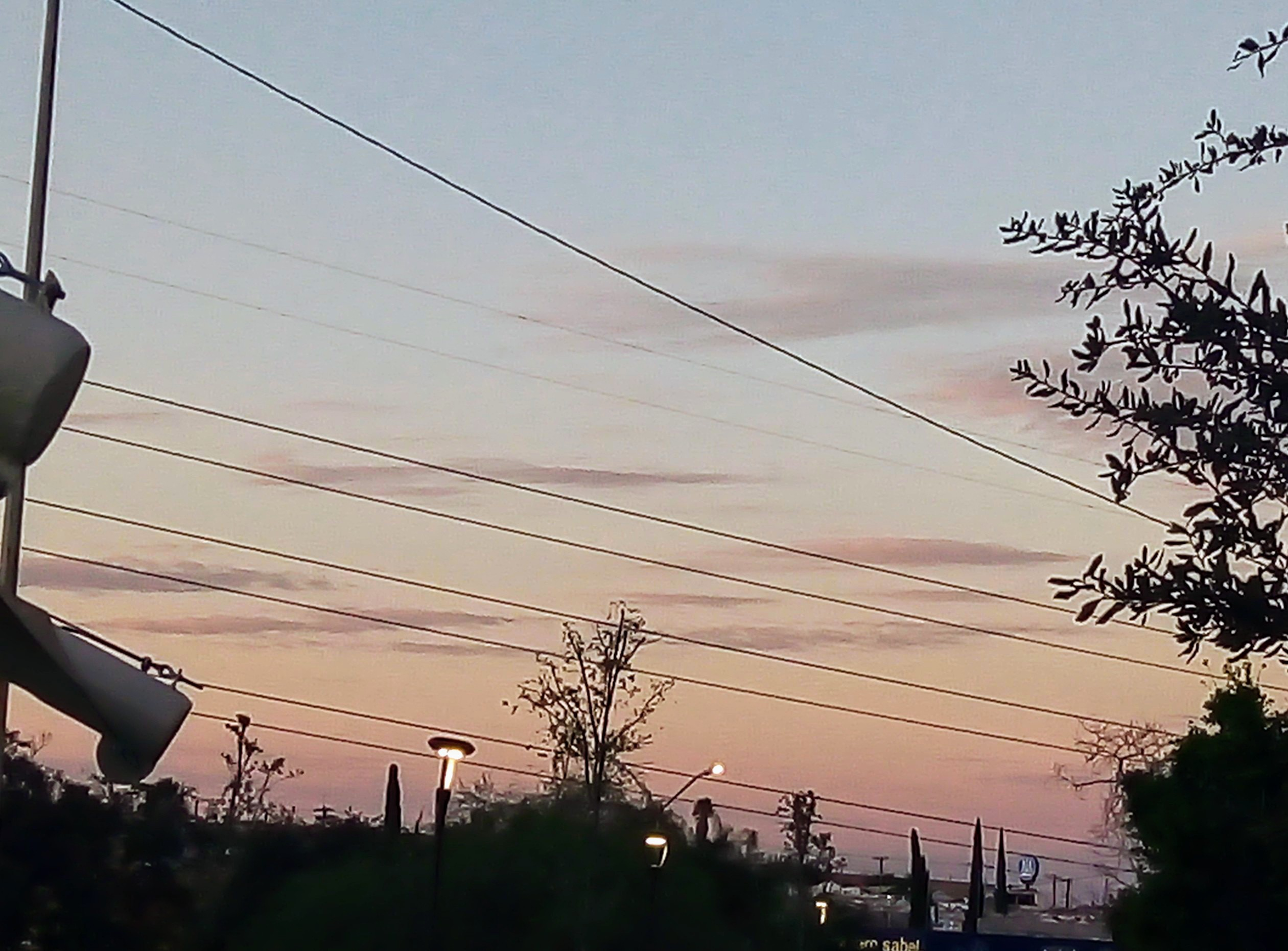
Nubes lenticulares

En meteorología, las ondas de sotavento son ondas atmosféricas estacionarias. La forma más común son las ondas de montaña, que son ondas de gravedad internas atmosféricas. Estos fueron descubiertos en 1933 por dos pilotos de planeadores alemanes , Hans Deutschmann y Wolfram Hirth, sobre Krkonoše. Son cambios periódicos de presión atmosférica, temperatura y altura ortométrica en una corriente de aire provocados por el desplazamiento vertical, por ejemplo, una nube orográfica cuando el viento sopla sobre una montaña o cadena montañosa. También pueden ser causados por el viento de superficie que sopla sobre una escarpa o meseta, o incluso por vientos superiores desviados sobre una térmica ascendente o una calle de nubes.
El movimiento vertical fuerza cambios periódicos en la velocidad y dirección del aire dentro de esta corriente de aire. Siempre ocurren en grupos en el lado de sotavento del terreno que los desencadena. A veces, las olas de montaña pueden ayudar a aumentar la cantidad de precipitación a favor del viento de las cadenas montañosas.  Generalmente alrededor de la primera depresión se genera un vórtice turbulento, con su eje de rotación paralelo a la cordillera; esto se llama rotor. Las ondas de sotavento más fuertes se producen cuando la tasa de caída muestra una capa estable por encima de la obstrucción, con una capa inestable por encima y por debajo.
Las olas de montaña pueden crear vientos fuertes (con ráfagas de más de 161 kmh [100 mph]) en las estribaciones de grandes cadenas montañosas. Estos fuertes vientos pueden contribuir al crecimiento y propagación inesperados de los incendios forestales (incluidos los incendios forestales de las Grandes Montañas Humeantes de 2016, cuando las chispas de un incendio forestal en las Montañas Humeantes volaron hacia las áreas de Gatlinburg y Pigeon Forge).